# Soukphaxay Sithisane
Soukphaxay Sithisane (* 1. května 1996) je laoský zápasník–judista. Stěžejním turnajem jsou pro něho Jihovýchodoasijské hry, ze kterých pravidelně vozí medaile. V roce 2016 obdržel od tripartitní komise pozvánku k účasti na olympijských hrách v Riu, kde vypadl v prvním kole.